# Maia oder Als Miss Minton ihr Korsett in den Amazonas warf
Maia oder als Miss Minton ihr Korsett in den Amazonas warf (englischer Originaltitel Journey to the River Sea, 2001) ist ein Kinderbuch der Autorin Eva Ibbotson. In den USA war das Buch ein Bestseller. In deutscher Übersetzung von Sabine Ludwig erschien es 2003 im Cecilie Dressler Verlag; 2006 gab es der Deutsche Taschenbuch Verlag heraus. Der Hörverlag veröffentlichte 2005 eine Lesefassung als Hörbuch, gelesen von Sandra Schwittau.

## Handlung
England 1910: Seit ihre Eltern bei einem Unfall ums Leben kamen, lebt das Mädchen Maia in einem Internat. Eines Tages erhält sie die Nachricht, dass entfernte Verwandte aus Brasilien sie bei sich aufnehmen wollen. Gemeinsam mit ihrer Gouvernante Miss Minton, die Maia zu Beginn ein wenig mürrisch erscheint, aber bald zu einer guten Freundin wird, bricht sie mit dem Schiff in Richtung Südamerika auf. Auf der Reise lernt sie den Jungen Clovis kennen, der mit einer Gruppe von Wanderschauspielern im Theater von Manaus das Stück Der kleine Lord aufführen will, in dem er die Hauptrolle spielt.
Kaum in Manaus angekommen, werden Maias Träume von einer glücklichen Zukunft zunichtegemacht: Die Familie Carter und vor allem die beiden Zwillinge Gwendolyn und Beatrice stellen sich als unsympathische Zeitgenossen heraus, die Maia nur aufgenommen haben, um sich ihren Unterhalt zu erhalten. Bald lernt Maia jedoch den halbindianischen Jungen Finn kennen, der seit dem Tod seines Vaters alleine in einer Lagune lebt. Finns Vater, der Naturwissenschaftler Bernhard Taverner, kannte Miss Minton, die in Westwood als Hausmädchen gearbeitet hatte, bis ihr gekündigt wurde, weil sie zu oft in der Bücherei gelesen hatte. Finn lebt seit seiner Geburt am Amazonas. Doch nun will ihn sein reicher, adeliger Großvater auf sein Anwesen in England holen, da Finn sein einziger Erbe ist; in Manaus wird er bereits von Privatdetektiven gesucht. Mithilfe einer List gelingt es den Kindern, dass die Detektive den sich nach seiner Heimat England sehnenden Clovis statt Finn als Erbe von Westwood dort hinbringen. Finn kann endlich das tun, was er seit langer Zeit vorhat: Er macht sich mit seinem Boot „Arabella“, das auf Wunsch seines Vaters nach dem Vornamen von Miss Minton so benannt wurde, auf die Suche nach dem Stamm Xanti, dem seine Mutter angehörte.
In Manaus überschlagen sich nun die Ereignisse: Während Miss Minton Pläne schmiedet, die Carters gemeinsam mit Maia zu verlassen, um zu einer befreundeten russischen Familie zu ziehen, gerät das Haus der Carters in Brand. Maia geht mit Finn auf große Abenteuerreise, da sie sich von Miss Minton im Stich gelassen fühlt, ohne zu wissen, dass Miss Minton sie mitnehmen wollte. Miss Minton und der mit ihr befreundete Professor des Naturkundemuseums in Manaus stehlen das Schiff der Carters und folgen ihnen überstürzt. Als sie die beiden Kinder einholen, wirft Miss Minton ihr Korsett in den Amazonas.
Wenig später stoßen die vier auf den Indianerstamm, dem Finns Mutter angehörte, und sie beschließen, dort zu bleiben. Allerdings währt ihr Glück nicht lange, denn Maia wird von der Wasserpolizei gesucht. Miss Minton und sie werden dazu gezwungen, nach England zurückzukehren. Finn schließt sich ihnen an, denn Clovis hat Probleme in seinem neuen Zuhause. Diese Probleme stellen sich aber schließlich als nichtig heraus, denn Finn ist damit einverstanden, dass Clovis die Erbschaft Westwoods antritt und auch für Maia und Miss Minton endet alles gut: Sie dürfen nach Brasilien zurückkehren.

## Entstehung
Maia oder als Miss Minton ihr Korsett in den Amazonas warf war das erste Buch, das Eva Ibbotson nach dem Tod ihres Mannes schrieb. Er liebte  die Natur und den Dschungel, weswegen sie die realistische Handlung im Dschungel ansiedelte und ihm das Buch widmete.

## Auszeichnungen
2001 wurde Maia oder als Miss Minton ihr Korsett in den Amazonas warf mit dem Nestlé Smarties Book Prize ausgezeichnet, kam in die engere Auswahl für die CILIP Carnegie Medal und wurde für den Children’s Whitebread Award nominiert. Außerdem wurde es in Deutschland ausgezeichnet: 7/2003 | Die Kinder- und Jugendbuchliste (RB/SR)
4/2003 | Die besten 7 Bücher für junge Leser (DeutschlandRadio / Focus).

## Rezensionen
- „Ein richtiger Schmöker für Kinder“ (Stern)[8]

## Ausgaben
- Eva Ibbotson: Maia oder als Miss Minton ihr Korsett in den Amazonas warf. Aus dem Englischen übertragen von Sabine Ludwig. Cecilie Dressler, Hamburg, 9. Auflage 2003, ISBN 978-3-7915-1009-5.